# 劳伦斯·布朗

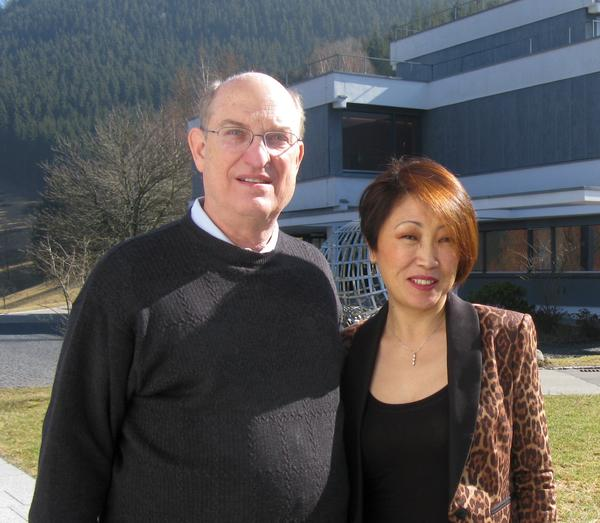
劳伦斯·布朗与妻子赵宏的合影

劳伦斯·布朗（英語：Lawrence D. Brown，1940年12月16日—2018年2月21日），美国统计学家，宾夕法尼亚大学沃顿商学院教授。

## 生平
布朗毕业于加州理工学院、康奈尔大学，1964后获博士学位。此后曾历任加州大学伯克利分校助理教授、康奈尔大学副教授、罗格斯大学教授、康奈尔大学教授。1994年起出任宾夕法尼亚大学沃顿商学院Miers Busch教授。
布朗是美国国家科学院院士、国际数理统计学会会士、美国统计学会学士，曾于1992年至1993年间任国际数理统计学会主席。

## 家庭
他的妻子赵宏亦任教于沃顿商学院。